# CVCC

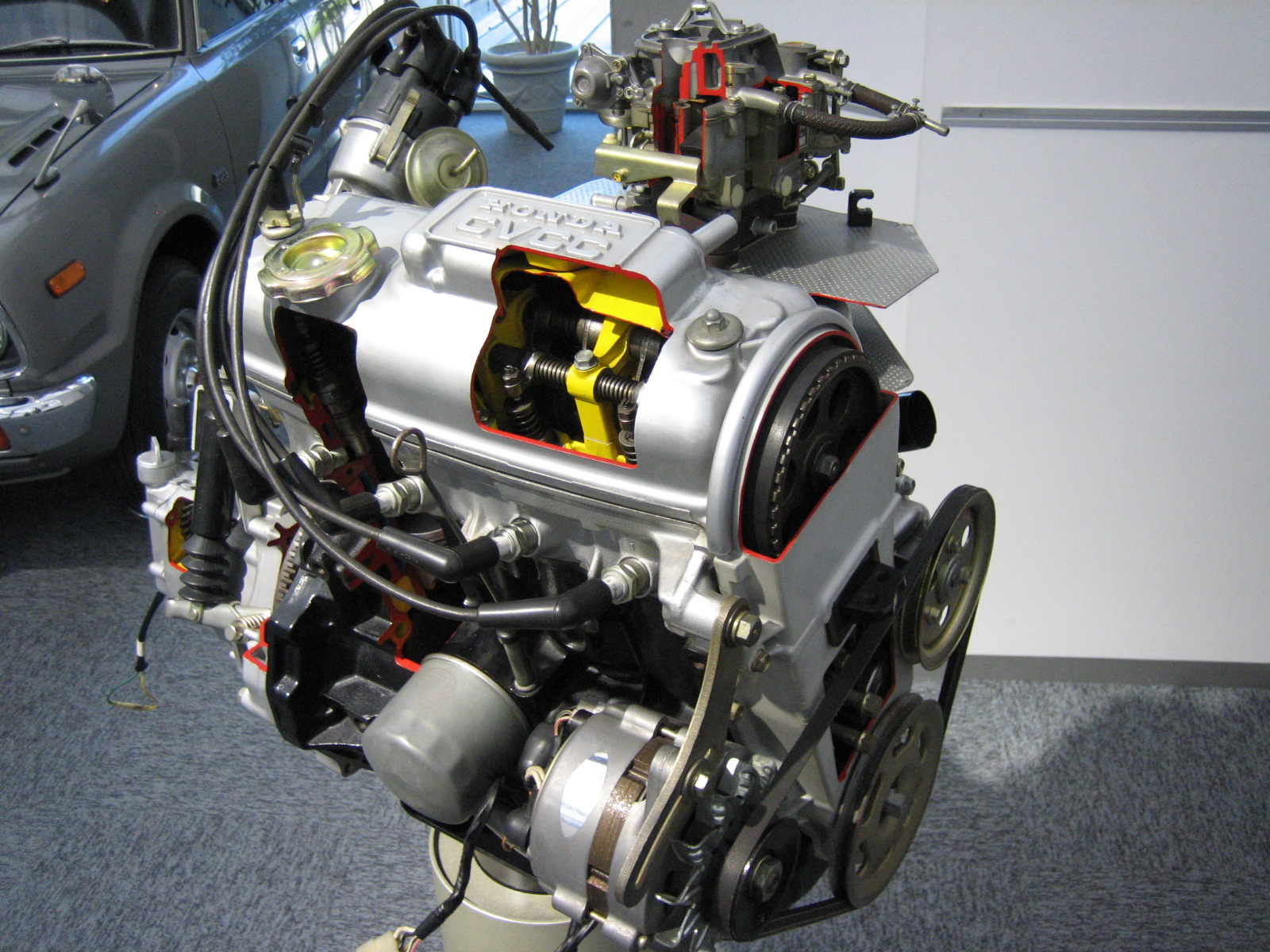
CVCC-Motor

CVCC (Compound Vortex Controlled Combustion) ist der Name einer Technologie von Honda um Schadstoffemissionen in Autoabgasen zu reduzieren. Weiterhin ist CVCC ein eingetragenes Warenzeichen von Honda und eine Form eines Schichtlademotors.

## Auslöser

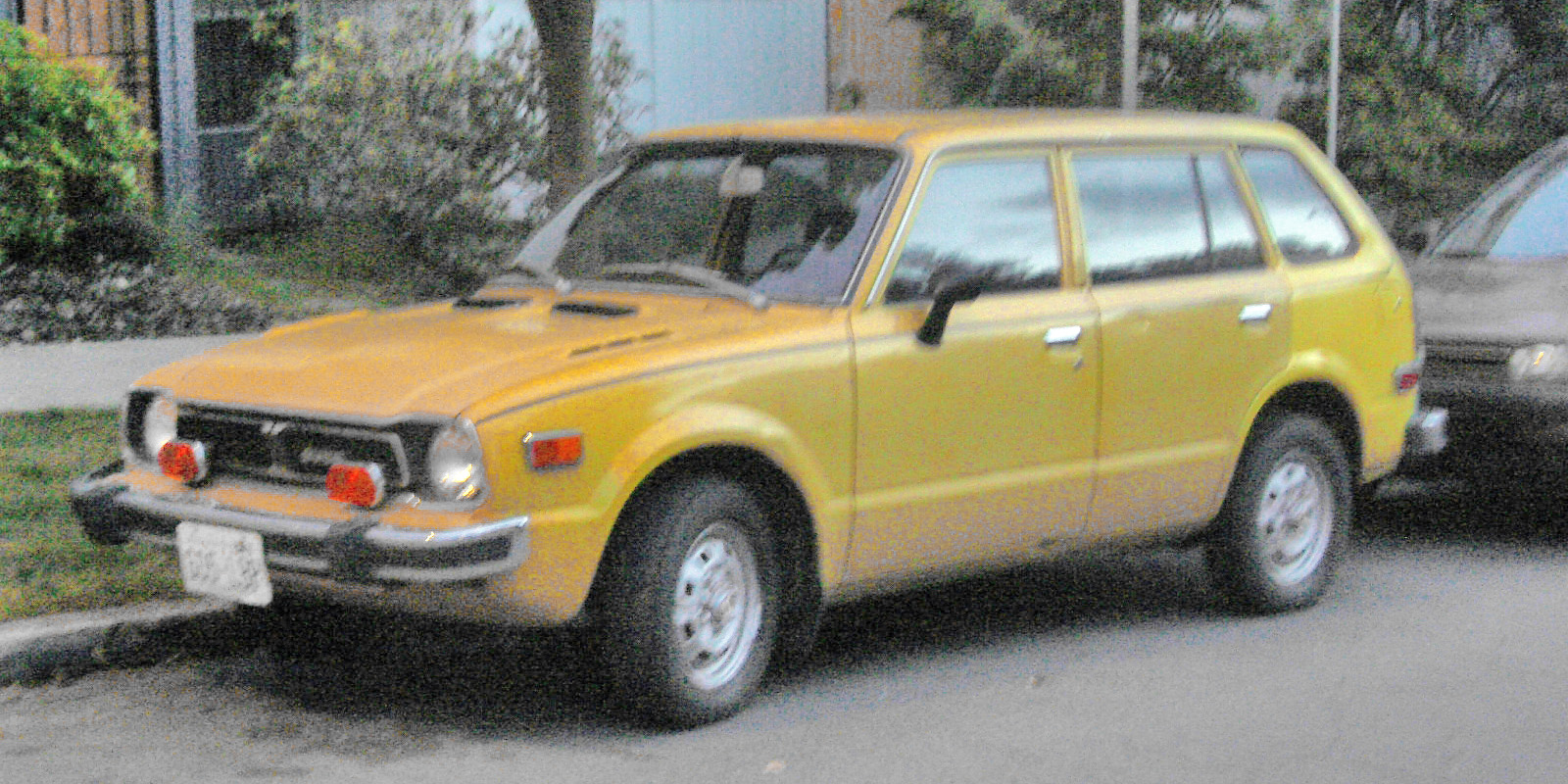
1979er Honda mit CVCC-Motor

Seit 1969 experimentierte Honda mit einem Schichtlademotor, der die zu erwartenden strengen Abgasvorschriften erfüllen sollte. 1972 wurde ein entsprechender Experimentalmotor der Öffentlichkeit vorgestellt. 1974 ging ein solcher Motor in Serie.
Die CVCC-Technologie ermöglichte es Honda, die strengen US-Emissionsgesetze für Autoabgase einzuhalten, ohne dazu einen Katalysator verwenden zu müssen. Erstmals wurde die CVCC-Technologie 1975 im 1,5-l-/53-PS-Motor (ED1) des Civic im US-Markt eingesetzt.

### Namenspate
Das Akronym CVCC war der Namensgeber für die Modellreihe Civic.

## Aufbau und Funktion
Die wesentlichen Merkmale des Honda CVCC-Motors gegenüber einem herkömmlichen Motor sind:
- Modifizierter Zylinderkopf mit Hauptbrennraum und Vorkammer mit zusätzlichem kleinen Einlassventil, das etwa synchron mit dem Haupteinlassventil betätigt wird
- 3-flutiger Vergaser mit zusätzlicher aufwändiger last- und drehzahlabhängiger Steuerung
- Auspuffkrümmer als Thermoreaktor ausgebildet
- Abgasvorheizung des Hauptbrennraum-Gemisches

Die Größe der Vorkammer beträgt etwa 10 % des gesamten Kompressionsraums; sie ist mit einem fingerhutförmigen Einsatz aus hochlegiertem Stahl zur Erhöhung der Wandtemperatur und damit zur besseren Gemischaufbereitung ausgerüstet.
Beim Einlasstakt wird die Vorkammer über die erste Stufe des Vergasers mit fettem Gemisch versorgt, gleichzeitig der Hauptbrennraum durch die zweite Stufe, bei höheren Lasten auch durch die dritte, mit magerem Gemisch. Da während des Ansaugvorgangs ein Mehrfaches des Vorkammervolumens angesaugt wird, kommt es zum Überströmen des kraftstoffreichen Gemisches in den Hauptbrennraum. Während des Kompressionstaktes wird dieses teilweise wieder in die Vorkammer zurückgeschoben. Es bilden sich somit zum Zündzeitpunkt drei Zonen unterschiedlicher Gemischzusammensetzung heraus: fettes Gemisch in der Vorkammer, mageres im Hauptbrennraum und eine Gemischwolke mittlerer Zusammensetzung im Bereich der Überströmkanäle.
Das in der Vorkammer entzündete Gemisch strömt durch diese Überströmkanäle in den Hauptbrennraum und entzündet dort das magere Gemisch (Fackelzündung), es findet eine kontrollierte Verbrennung mit überstöchiometrischem Luftverhältnis unter weitgehender Vermeidung der für die Stickoxidbildung maßgeblichen Spitzentemperaturen von über 1100 °C statt.
Die ausströmenden Abgase können in dem nachgeschalteten als Thermoreaktor (Magerreaktor) ausgebildeten Auspuffkrümmer nachreagieren und somit hauptsächlich die Kohlenwasserstoff-Emissionen (Umsetzungsgrad über 90 %) aber auch die Kohlenmonoxid-Emissionen weiter absenken. Der Reaktor selbst besteht aus einem voluminösen Gusseisengehäuse mit innenliegender Reaktorkammer aus hitzebeständigem Chrom-Nickel-Blech.
Gleichzeitig wird das mit dem Abgaskrümmer fest verbundene Ansaugrohr unterhalb des Vergasers aufgeheizt (hot spot), und damit eine optimale Gemischaufbereitung und -verteilung erreicht.
Der Honda-CVCC-Motor war der einzige Schichtladungsmotor der damaligen Zeit, der serienmäßig gebaut und in USA und Japan verkauft wurde. Mit der Verschärfung der Emissionsgrenzwerte zeigten sich die Grenzen eines solchen Konzepts auf. Bei schwereren Fahrzeugen bereitete insbesondere das Absenken von Stickoxidemissionen Schwierigkeiten.
Der CVCC-Motor wurde später noch mit einem Katalysator ausgerüstet, er verschwand dann allerdings nach relativ kurzer Zeit wieder vom Markt. Inzwischen hatte sich der geregelte Drei-Wege-Katalysator durchgesetzt.
Ab Mitte der 1990er Jahre erlebte die Schichtladung noch einmal eine größere Verbreitung, dieses Mal als luftverdichtender Direkteinspritzer. Beispiele sind der Mitsubishi-GDI- und der VW-FSI-Motor. Doch auch in diesem Fall stellte sich in der Praxis heraus, dass die Nachteile die Vorteile überwiegen, weshalb dieses Brennverfahren auch beim Direkteinspritzer inzwischen nicht mehr angewendet wird.